# Anthriscus sylvestris
Anthriscus sylvestris, el perifollo verde, es una especie de la familia de las apiáceas.

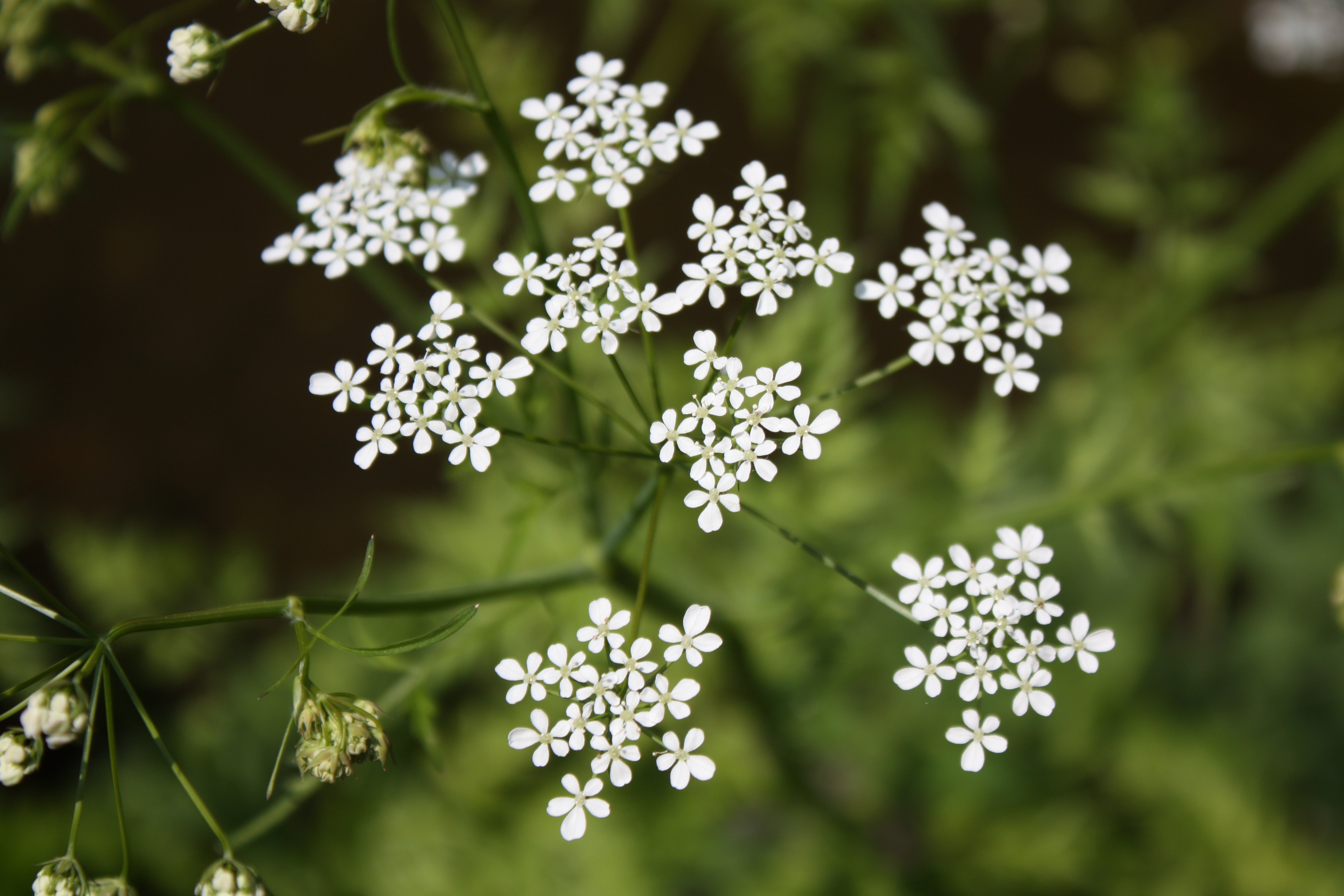
Flores

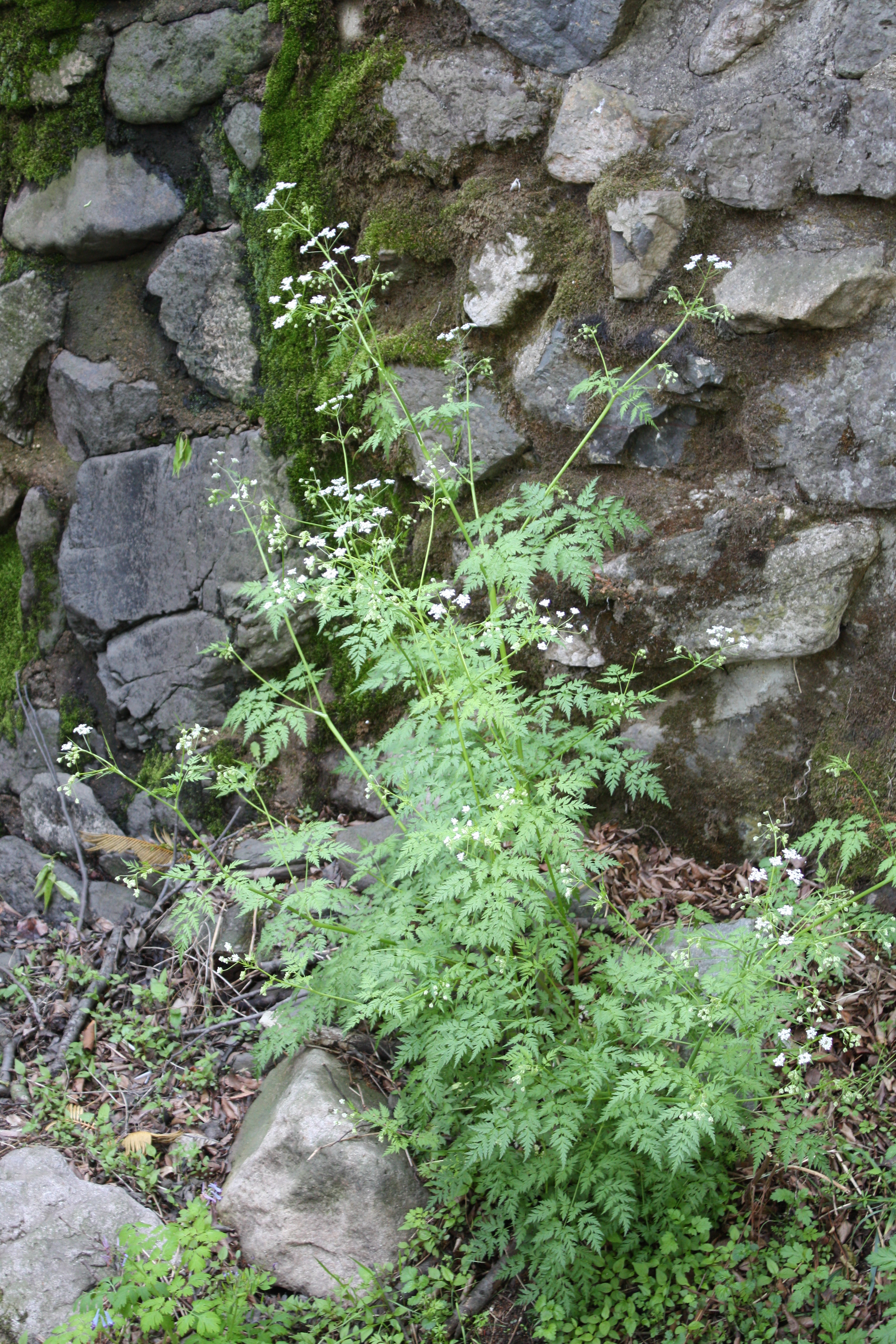
Hábitat

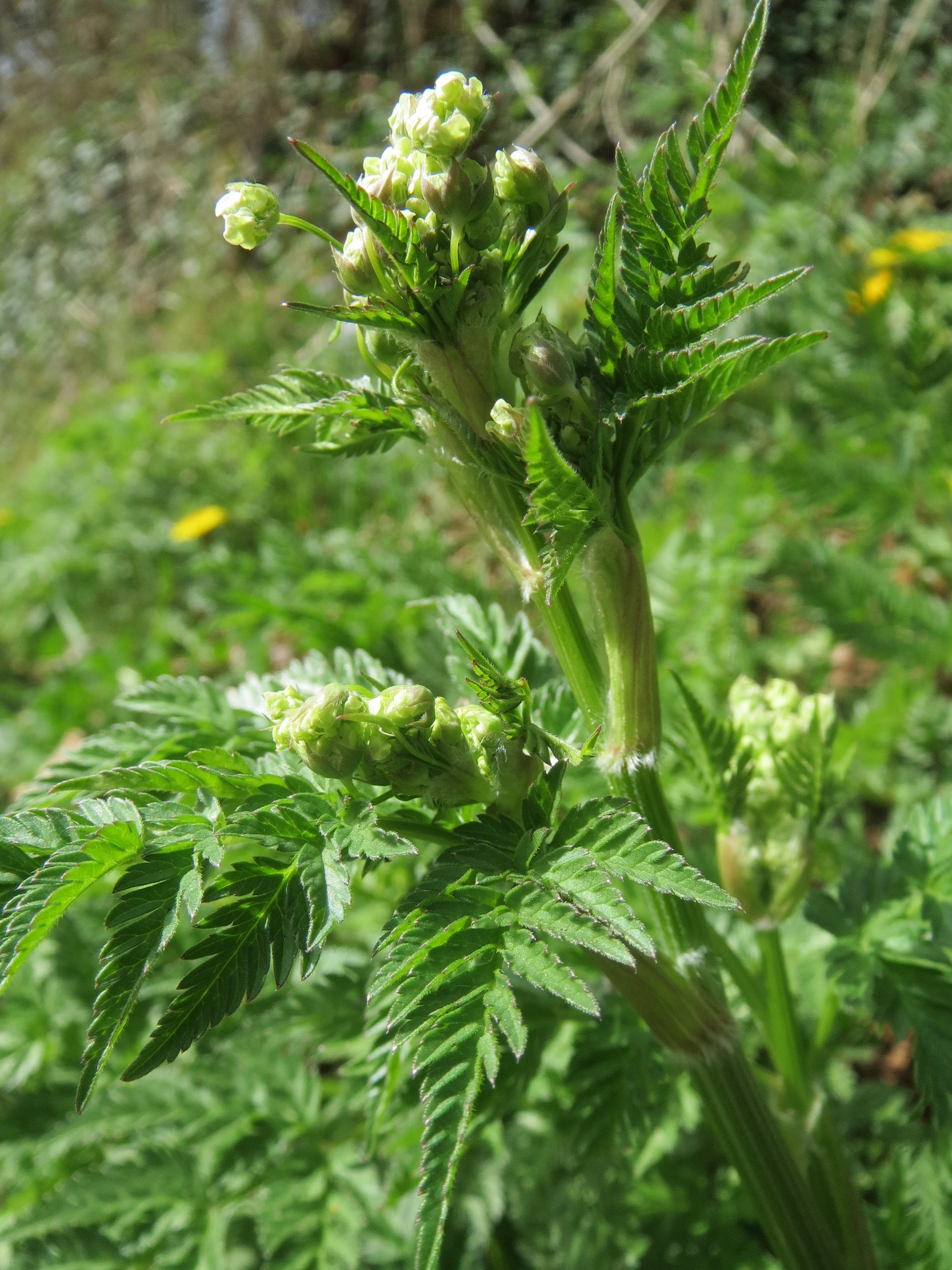
Vista de la planta

## Descripción
Planta robusta, perenne, 0,5-1,5 m; hojas tripinnadas, de lóbulos pinnadamente divididos. Umbelas de 4-15 radios primarios sin brácteas; muchos radios secundarios, con bractéolas ovado-lanceoladas. Flores blancas, 3,5-4 mm; pétalos mellados con pequeño punto incurvado. Fruto ovoide-oblongo 7-10 mm, liso, brillante, de pico corto, negro o marrón oscuro cuando madura. Florece en primavera y verano.

## Hábitat
Habita junto a carreras y lugares umbríos.[cita requerida]

## Distribución
Gran parte de Europa, salvo Islandia y Turquía.[cita requerida]

## Taxonomía
Anthriscus sylvestris fue descrita por (L.) Hoffm. y publicado en Genera Plantarum Umbelliferarum 40. 1814.
Etimología
Anthriscus: el nombre genérico puede provenir del griego anthos (flor) y rischos (setos) por el lugar donde habita, o bien de antherix (caña) por la forma de su pistilo.
sylvestris: epíteto latino que significa "silvestre, salvaje".

## Sinonimia
NOTA: Los nombres que presentan enlaces son sinónimos en otras especies: 
- Anthriscus dupontii (Sennen)
- Anthriscus faurei Sennen
- Anthriscus graui Sennen
- Anthriscus oliveri Sennen
- Cerefolium sylvestre[7]
- Chaerophyllum aureum var. asturicum Gand.
- Chaerophyllum sylvestre[8]
- Anthriscus alpina (Vill.) Jord.
- Anthriscus candollei Rouy & E.G.Camus
- Anthriscus elatior Besser
- Anthriscus keniensis H.Wolff
- Anthriscus laevigata Griseb
- Anthriscus nemorosa Baker & S.Moore
- Anthriscus pilosa Schur
- Anthriscus procera Besser
- Anthriscus torquata Duby
- Anthriscus yunnanensis W.W.Sm.
- Carum sylvestre (L.) Baill.
- Cerefolium tenuifolium Beck
- Chaerefolium sylvestre (L.) Schinz
- Chaerophyllum affine Steud. ex A.Rich.
- Chaerophyllum alpinum Vill.
- Chaerophyllum angulatum Kit. ex Spreng.
- Chaerophyllum ateanum (Pau) Pau
- Chaerophyllum cadonense Schult. ex Steud.
- Chaerophyllum ghilanicum Stapf & Wettst.
- Chaerophyllum infestum Salisb.
- Chaerophyllum lactescens Rochel ex Steud.
- Chaerophyllum tumidum Gilib.
- Myrrhis alpina Steud.
- Myrrhis sylvestris Spreng.
- Ptychotis sylvestris Royle
- Scandix sylvestris Vest
- Selinum cicutaria E.H.L.Krause[9]

## Nombres comunes
- Castellano: arbolato, argulacho, cañigarro, cañiguerra, cañito, cicutaria, hierba cicutaria, mardiasca, mardiasco, mardiazco, mardiazgo, mastrancho, perifollo borde, perifollo de asno, perifollo silvestre, yerba cicutaria, zecuta, zibuda.[10]